# オッソ・ブーコ
オッソ・ブーコ、オッソブーコ（英: ossobuco、ミラノ語: òss bus）（仔牛すね肉の煮込み ミラノ風:Ossobuco alla milanese） とはミラノおよびロンバルディア州を代表する料理のひとつで、仔牛の骨付きスネ肉を厚さ4cmの輪切りにしトマト、白ワイン、ブイヨン、香味野菜などと煮込んで、グレモラータを加える。
オッソ・ブーコはイタリアにトマトが伝来する前から作られていたため、古いオッソ・ブーコのレシピにはトマトが入らずにアンチョビをすりつぶしたものをグレモラータとともに加えた。

## 語源

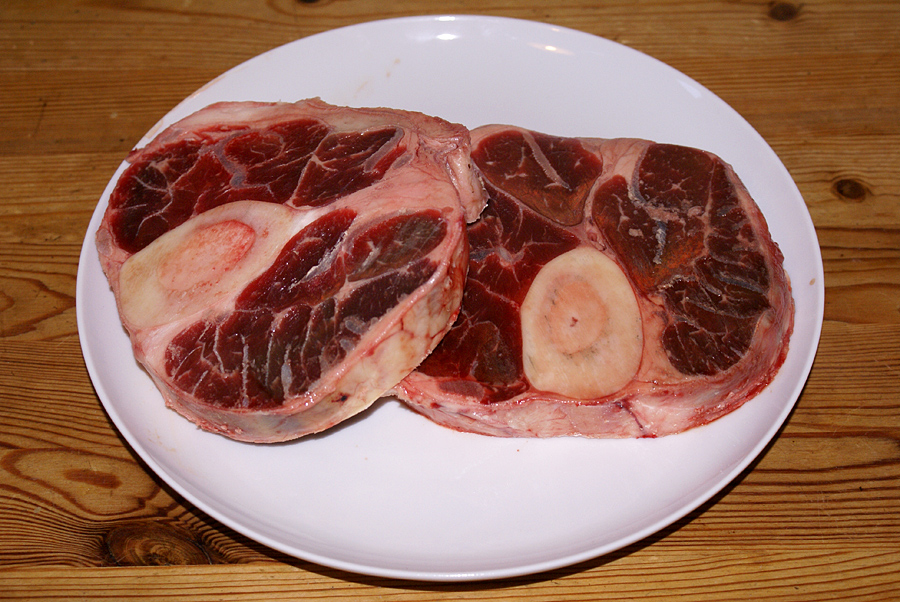
仔牛のすね肉

イタリア語で「オッソ」は「骨」、「ブーコ」は「穴」を意味する。名称を直訳すると「穴の開いた骨」または「空ろな骨」となるのは、調理中に骨の中央の骨髄が縮んで穴ができるためである。

## 調理
この料理の主な材料である仔牛の脛肉は、比較的安価、風味豊かであり煮込むと柔らかくなる。他の部位よりも骨と肉の割合が高い脛肉の上部を使用する為、伝統的に肉に切れ込みが入れられる。それ故、脛肉は約3cmの厚さに切られる。
レシピは様々だが、穀粉を塗してからバターで炒める物や、バターの代わりに植物油やラードを使う物もある。蒸し煮に使う液は、通常は野菜で風味付けをした白ワインと肉の出汁を組み合わせた物である。

## 付け合わせ

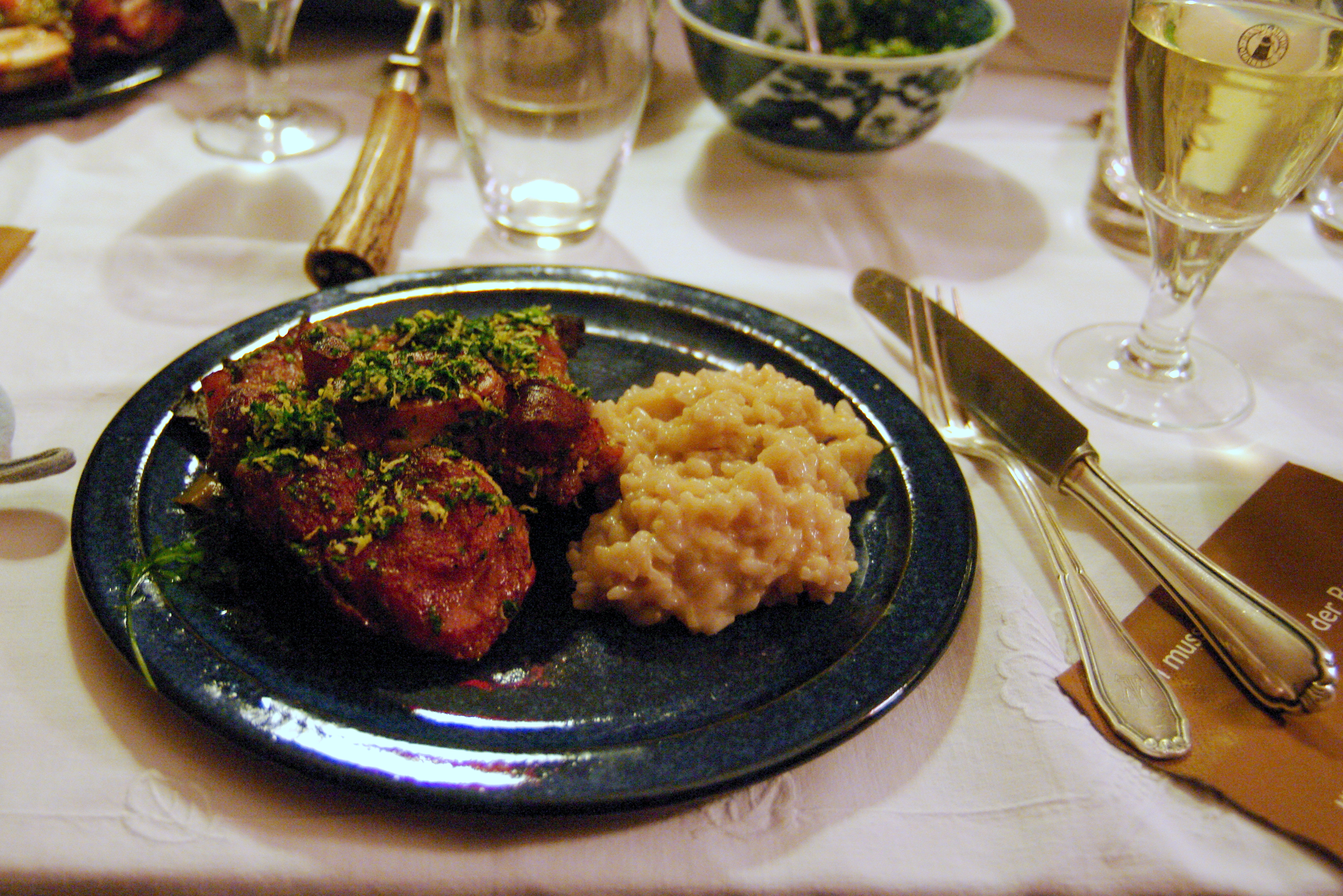
リゾットと共に提供されたオッソ・ブーコ

同じくミラノを代表する料理、ミラノ風リゾット（Risotto alla Milanese）が、付け合わせとしてよく添えられる。特に、ポー川の南で提供されるトマトベースのオッソ・ブーコは、ポレンタやマッシュポテト、稀にパスタと共に食べられる。

### 注
1. ↑  レモンの皮、ニンニク、パセリのそれぞれみじん切りにしたものをバターでいためたもの（『イタリア料理』pp.132-133）